# Ellendale (Minnesota)
Ellendale é uma cidade localizada no estado americano de Minnesota, no Condado de Steele.

## Demografia
Segundo o censo americano de 2000, a sua população era de 590 habitantes.
Em 2006, foi estimada uma população de 667, um aumento de 77 (13.1%).

## Geografia
De acordo com o United States Census Bureau tem uma área de
2,3 km², dos quais 2,3 km² cobertos por terra e 0,0 km² cobertos por água. Ellendale localiza-se a aproximadamente 390 m acima do nível do mar.

## Localidades na vizinhança
O diagrama seguinte representa as localidades num raio de 20 km ao redor de Ellendale.